# 真空ジェシカ
真空ジェシカ（しんくうジェシカ）は、プロダクション人力舎所属のお笑いコンビ。スクールJCA20期と同期扱い。M-1グランプリ2021-24ファイナリスト、2024第3位。

## メンバー
川北 茂澄（かわきた しげと、1989年〈平成元年〉5月23日 - ）（36歳）
ボケ・ネタ作成担当、立ち位置は向かって右。
- 埼玉県入間郡三芳町出身。
- 埼玉県立川越高等学校、慶應義塾大学総合政策学部卒業。
- 身長172 cm、体重55 kg、血液型B型。
- 実父のザイマックス取締役である川北茂樹は、第50回選抜高等学校野球大会で史上初の完全試合を達成した群馬県立前橋高等学校の主将だった。
- 趣味・特技は野球観戦（埼玉西武ライオンズ）・日本習字（八段）・剣道（三段）・『ぷよぷよ』（大分5位）。
- ピンでネタを披露する時は変装することが多い。大学在学中に『R-1ぐらんぷり』で準決勝まで進出するなど、学生芸人の間ではよく知られた存在だった。
- 尖ったエピソードを多く持っており、作家の悪口を言うライブを行う、歯科で治療中に「痛かったら手を上げてください」と言われても絶対に上げない、卒論をフリップネタで提出する、XVideosにネタ動画を投稿する、お盆に精霊馬をナスとキュウリではなく、フランクフルトとアメリカンドッグで『M-1グランプリ』の神を呼ぼうとする、などのエピソードがある。これらのエピソードが『ゴッドタン』（テレビ東京）の企画「この若手知ってんのか!?」においてヤバい芸人部門に二度ランクインしている（第2回〈2015年〉4位、第4回〈2017年〉3位）。
- 2020年、「大久保佳代子杯! 人力舎若手芸人大喜利No.1決定戦」で優勝。
- 芸人を志したきっかけは「中学生の頃、レギュラーの『あるある探検隊』パロディネタを書いていて人前に立つこと・ダイレクトに反応が来ることの面白さを感じて」。
- 大鶴肥満（ママタルト）の持ちギャグである「まーちゃんごめんね」を愛用している。
- 漫才衣装は象形文字が描かれたジャケット。大鶴肥満の小学校の卒業アルバム写真がプリントされた「どういたしまして」Tシャツの上に「吉本新喜劇ィズ」の法被を羽織っていることもある。
- 2024年3月28日に放送された親交のあるオズワルドのラジオ番組『ほら!ここがオズワルドさんち!』（TBSラジオ）の最終回にゲスト出演し、サプライズとして自身の結婚を発表した。

ガク（1990年〈平成2年〉12月3日 - ）（34歳）
ツッコミ・嘆き担当、立ち位置は向かって左。
- 神奈川県横浜市港北区出身。
- 青山学院中等部・高等部、青山学院大学経営学部卒業。
- 身長172 cm、体重71 kg、血液型B型。
- 本名：川俣 岳（かわまた たける）
- 旧芸名はガクカワマタ。2020年8月8日に現芸名に改名。
- 別名はものしり豊、納得光。
- 金髪のマッシュルームカットと丸眼鏡が特徴。眼鏡は5万円のものを使用しており、現在の事務所に入る前は眼鏡をかけているという理由で眼鏡屋へ就職しようとしていた。
- 趣味・特技は漫画（一般向け・成人向け）、乃木坂46（推しは久保史緒里）、妖怪の知識。
- 小学時代は中学受験のため、慶應対策コースに通っていた。
- 中学時代はクラスの隅っこのパソコン部にイジられる立場だった。家に帰るとネットの大喜利で遊んでいた。
- 高校時代、たまたまテレビでマヂカルラブリーのネタを見た際に「ガリガリでもこんな面白い人がいるんだ」と感銘を受けて芸人を志したことを明かしている。しかしその後、メンバーの野田クリスタルがみるみるうちにムキムキになってしまい、現在は憧れていないと断言している。
- 大学時代、子供の頃から『エンタの神様』（日本テレビ）や『笑いの金メダル』（テレビ朝日）を観ていたがプロになろうとは考えていなかった。就職活動で全社落ちてしまったタイミングでたまたま人力舎から『うちに入らないか？』と声が掛かり、人力舎への所属が決まる。元々は芸人よりも裏方志望で、大学2年生の頃はよしもとクリエイティブカレッジ（YCC）の総合コースに通っていた。
- お抹茶（トンツカタン）、宇野慎太郎（さすらいラビー）との3人で『まだまだお笑いの赤ちゃん』という集合体（ユニット）を組み、週一回YouTubeの生配信を行ったり、不定期でライブを行ったりしている。
- 憧れのツッコミ芸人として、芝大輔（モグライダー）を挙げている。

## 略歴・概要
川北は慶應義塾大学お笑い道場O-keis、ガクは青山学院大学ナショグルお笑い愛好会へそれぞれ所属しており、学生芸人として出会う。
2011年1月15日、大学在学中にコンビ結成。以前はそれぞれ別々（川北：レジデンシャル、ガク：玉露Gメン）で活動していたが、川北と組んでいた相方がプロになろうとしなかったために少しでもプロへ行く可能性がある人と組もうと思い、川北の方から、同じく前コンビを解散していたガクを誘ってコンビを結成。川北はガクを誘った理由として「僕より痩せている人が良かったのと、お笑いの好みが違う人（川北曰く、自分はリズムネタが“この世で2番目に嫌い”だが、ガクはリズムネタが大好き）と組んだらどうなるだろうという好奇心から」、「学生時代の相方（ガク）はシュールを全面に押し出したネタをしていて、同じタイプ（の笑い）同士だと偏ってしまうので」としている。また、ガクは川北とコンビを組んだ理由として「同世代で1番面白いヤツだと思ったから」と答えている。
当初のコンビ名は「川北コンビ」だったが、川北の好きなAV女優である希崎ジェシカから「ジェシカ」を取り、それにガクが語感の良さから「真空」を付け加える形で現在のコンビ名になった。
同年3月、学生才能発掘バラエティ 学生HEROES!「第1回漫才を愛する学生芸人No.1決定戦」で決勝進出。その際に人力舎から声をかけられ、スパナペンチ（現在は解散）と共に2012年からスカウトという形で所属。そのため事務所が運営する養成所のスクールJCAには通っていないが、20期と同期扱いとされている。
不定期でYouTubeとXVideosにネタ動画をアップしている。またYouTubeにて、後輩の肉体戦士ギガと共に「真空ジェシカのギガラジオ」を配信中。
2021年、M-1グランプリにて初の決勝進出を果たした。これ以前はガクがコールセンター、川北が公園などの清掃や工事現場での人夫のアルバイトをしていた。なお川北はともしげ（モグライダー）やチャンス大城らと同僚であった。
翌2022、2023、2024年と4年連続で決勝に進出。4年連続ストレートでの決勝進出という記録は、笑い飯の9年連続に続く歴代2位であり、吉本興業以外の事務所所属としては歴代1位である。
M-1グランプリ2024では決勝4年目にして初の最終決戦進出を果たし、審査員から1票を獲得して3位となった。

## 芸風
初期はコントが中心で、結成5〜6年目あたりから漫才も始める。「漫才は荷物もリハーサルもいらなく、営業もやりやすいなど色々考えたら漫才の方がいい」と思うようになって、徐々に漫才に力を入れるようになったという。M-1グランプリ2017の3回戦にて、コント漫才に入った後に観客に語りかけるというメタフィクション的な漫才を披露している。近年は主に、川北が様々な人物を演じてゆくコント漫才を披露しており、ゼロ年代のインターネット文化をバックボーンにしたボケを入れることが多い。また、特定の世代には伝わる固有名詞を多用する漫才や特定の文脈を共有していれば伝わる内輪ネタを頻繁に披露している。
それぞれがピンネタを行うこともある。コンビ揃って大喜利が強く、「AUN〜コンビ大喜利王決定戦〜」では3連覇を含む5回の優勝を果たしている。
漫才では、川北が「どうも、○○です」と、ガクに似ているキャラクター（COUNT DOWN TVのメガネの奴、オトナ帝国の逆襲のメガネのヤツなど）を使って自己紹介をし、ガクが「言うとしたら僕〜」と返すつかみをすることもある。一時期、ガクが川北に対し、「お前は田園前の玉置浩二ね」と訂正する流れがあった。
小沢一敬（スピードワゴン）は「シンプルにボケが面白い、大喜利が強い漫才」として、メディアで何度も真空ジェシカを絶賛している。同期のオズワルドには「芸人が見ても面白い芸人」とライバル視されている。

## 出囃子
- ミドリ『ゆきこさん』

## 賞レース成績

### M-1グランプリ
| 年度（回）       | 結果         | エントリー No. | 備考                                                                |
| ---------------- | ------------ | -------------- | ------------------------------------------------------------------- |
| 2015年（第11回） | 2回戦進出    | 766            |                                                                     |
| 2016年（第12回） | 2回戦進出    | 699            |                                                                     |
| 2017年（第13回） | 準々決勝進出 | 607            |                                                                     |
| 2018年（第14回） | 3回戦進出    | 152            |                                                                     |
| 2019年（第15回） | 準々決勝進出 | 415            |                                                                     |
| 2020年（第16回） | 準々決勝進出 | 444            |                                                                     |
| 2021年（第17回） | 決勝6位      | 76             | 決勝キャッチフレーズ「屈折のエリート」                              |
| 2022年（第18回） | 決勝5位      | 26             | 決勝キャッチフレーズ「アンコントロール」                            |
| 2023年（第19回） | 決勝5位      | 24             | 決勝キャッチフレーズ「アンコントロールⅢ」                           |
| 2024年（第20回） | 決勝3位      | 19             | 決勝キャッチフレーズ「アンコントロールⅣ」 ファーストラウンド3位通過 |

### キングオブコント
- 2011年 2回戦進出（※アマチュア時代）
- 2012年 準々決勝進出
- 2013年 2回戦進出
- 2014年 2回戦進出
- 2015年 1回戦敗退
- 2016年 1回戦敗退

### R-1ぐらんぷり／R-1グランプリ
- 2013年 準決勝進出（川北）
- 2014年 3回戦進出（川北）
- 2015年 2回戦進出（川北）
- 2020年 3回戦進出（ガク）
- 2021年 2回戦進出（ガク）[47][注 5]
- 2023年 準々決勝進出（川北・ガク）
- 2024年 準々決勝進出（ガク）[48]

### その他
- 2011年 学生HEROES! 第1回漫才を愛する学生芸人No.1決定戦 決勝進出[49]（※アマチュア時代）
- 2011年 大学生M-1グランプリ 準優勝[50]（※アマチュア時代）
- 2012年 THE MANZAI 1回戦敗退
- 2013年 第1回歌ネタ王決定戦 準決勝進出
- 2013年 THE MANZAI 1回戦敗退
- 2014年 THE MANZAI 1回戦敗退
- 2019年 第40回ABCお笑いグランプリ 最終予選進出
- 2019年 マイナビ Laughter Night 第5回チャンピオン大会 優勝[51]
- 2020年 大久保佳代子杯!人力舎若手芸人大喜利No.1決定戦 優勝[15]（川北）
- 2020年 第1回 AUN〜大喜利コンビ王決定戦〜 優勝[52][53]
- 2021年 第2回 AUN〜コンビ大喜利王決定戦〜 優勝
- 2021年 第3回 AUN〜コンビ大喜利王決定戦〜 優勝
- 2022年 第4回 AUN〜コンビ大喜利王決定戦〜 準優勝[54]
- 2023年 第5回 AUN〜コンビ大喜利王決定戦〜 優勝[55]
- 2023年 相席食堂 街ブラ-1グランプリ 優勝
- 2024年 フットンダ王決定戦 優勝（川北）
- 2024年 第7回 AUN～コンビ大喜利王決定戦～ 優勝[56]
- 2025年 フットンダ王決定戦 優勝（川北）

## 出演

### テレビ

#### レギュラー番組
- 真空レンズ（テレビ東京、2025年6月5日 - ）
- 霊視刑事エースの推理日誌ー毎度川北殺人事件ー（テレビ朝日、2025年8月7日 - ）

#### 過去のレギュラー番組
- ジェシカ美術部（テレビ朝日、2023年4月5日 - 2024年3月27日）- 冠番組

#### 不定期出演
- 学生才能発掘バラエティ 学生HEROES!（テレビ朝日、2011年4月21日、5月12日、6月16日、7月3日、28日、10月6日、13日、20日、11月17日〈ガク〉、12月15日、2012年1月12日、15日、26日、2月23日、3月1日、8日、15日、29日、5月3日、6月28日、7月12日、8月9日、30日、10月25日、11月15日〈川北〉、29日、2013年2月7日、3月7日、8月8日、9月5日、10月10日、2014年3月6日〈川北〉、2015年4月16日、5月7日、 2017年9月14日）
- ネタパレ（フジテレビ、2019年5月17日、2020年4月24日、6月19日、2022年1月21日、3月4日、11日、5月20日、7月1日、2023年2月17日、2024年2月23日、9月6日）
- 千原ジュニアの座王 ※特記なき場合はガクのみ（関西テレビ、2022年1月29日〈川北・ガク〉、2月5日〈川北・ガク〉[注 6]、3月5日、19日〈川北・ガク〉、4月30日、10月18日、11月19日、2023年3月24日、4月29日、6月24日、11月18日、12月9日、2024年1月2日、2月10日、4月13日、7月13日、20 日、11月23日[注 7]、2025年1月2日）
- ラヴィット!（TBSテレビ、2022年2月2日[57]、5月4日、8月10日、9月15日、12月5日、12日、2023年2月1日、3月22日、4月12日、5月4日〈川北〉、15日、22日、6月30日、8月9日、16日、9月27日、2024年2月19日、26日、3月22日〈川北〉、27日、4月10日、12月26日〈川北〉、2025年1月15日、3月3日〈川北〉）

#### 特別番組（MCまたはメインキャスト）
- マヂキタ大草原～おれネト民だけど何か質問ある？～（テレビ東京、2023年2月21日、28日、7月1日） - 川北のみ、MC[58][注 8]
- 真空ジェシカのつまんなテレビ（TBSチャンネル1、2024年3月18日〈17日深夜〉）[59]
  - 尺に入りきらなかった真空ジェシカのつまんなテレビ（TBSチャンネル1、2024年5月4日〈3日深夜〉）[60][61]
- 錦鯉が行く!のりのり散歩特別編（北海道テレビ、2025年5月17日）

#### 単発出演・ゲスト出演など
- 日10☆演芸パレード（TBSテレビ、2013年5月5日）
- 千鳥・友近のR-1ぐらんぷり応援宣言！（関西テレビ、2013年11月17日） - 川北のみ
- 勇者ああああ（テレビ東京、2017年7月28日）
- 真夏のお笑い夜通しフェス どぅっかんどぅっかん!（NHK総合、2017年8月12日）
- 冗談手帖（BSフジ、2018年2月14日）
- 白黒アンジャッシュ（千葉テレビ、2018年3月6日、2022年7月19日、26日）
- クーリングオフ型ネタ見せ番組 金返せショー（フジテレビ、2019年2月3日）
- 前略、西東さん（中京テレビ、2019年12月1日）
- あるある発見バラエティ 新shock感 それな!って言わせて（テレビ東京、2020年12月12日）
- 中居正広の金曜日のスマイルたちへ（TBSテレビ、2020年12月25日）
- ゲームズ・ボンド（テレビ朝日、2020年12月27日）
- 歌ネタゴングSHOW 爆笑!ターンテーブル（TBSテレビ、2021年4月11日、5月9日） - ガクのみ
- マヂカルクリエイターズ（テレビ東京、2021年4月20日、1月19日、26日）
- 有田P おもてなす（NHK総合、2021年6月5日、12月11日）
- キャラダチナイトミュージアム〜MoCA〜（フジテレビ、2021年6月6日）
- 有吉の壁（日本テレビ、2021年6月16日）
- AUN（テレビ朝日、2021年8月9日）
- ウチのガヤがすみません!（日本テレビ、2021年8月10日） - ガクのみ
- M-1グランプリ アナザーストーリー（朝日放送テレビ、2021年12月11日、2022年12月26日）
- 爆笑問題&霜降り明星のシンパイ賞!!（テレビ朝日、2022年1月7日）
- お笑いワイドショー マルコポロリ!（関西テレビ、2022年1月9日、12月18日、2024年5月12日　ほか）
- ザ・ベストワン（TBSテレビ、2022年1月21日　ほか）
- 相席食堂（朝日放送テレビ、2022年2月15日、2023年2月14日、2024年2月20日）
- あちこちオードリー（テレビ東京、2022年2月16日、23日、3月2日　ほか）
- 野田レーザーの逆算（テレビ朝日、2022年2月18日、25日、3月4日） - 川北のみ
- ゴッドタン（テレビ東京、2022年3月13日、20日、5月29日）
- ダウンタウンDX（読売テレビ、2022年3月17日）
- ロンドンハーツ（テレビ朝日、2022年3月22日、2025年3月25日）
- トゲアリトゲナシトゲトゲ（テレビ朝日、2022年4月19日）
- 見取り図じゃん（テレビ朝日、2022年5月3日、10日）
- にけつッ!!（日本テレビ、2022年5月4日）
- バカ桁TV（テレビ朝日、2022年5月24日）
- ドン底人間を救うハッピーシアター ピンチさーん!（TBSテレビ、2022年6月17日）
- 川原くんのクイズさん（北陸朝日放送、2022年6月29日、30日、2024年5月7日、14日）
- 千鳥のクセがスゴいネタGP（フジテレビ、2022年6月30日、2023年1月26日、3月2日　ほか）
- るてんのんてる（読売テレビ、2022年7月2日、9日　ほか）
- テレビ千鳥（テレビ朝日、2022年7月8日） - 川北のみ
- かがやけ! ミラクルボーイズ（テレビ神奈川、2022年7月14日、7月23日、2023年8月2日、8月9日、8月16日）
- 有吉ぃぃeeeee!そうだ!今からお前んチでゲームしない?（テレビ東京、2022年8月14日） - ガクのみ
- ハテナde（日本テレビ、2022年8月20日）
- 証言者バラエティ アンタウォッチマン!（テレビ朝日、2022年8月23日）
- ホリケンのみんなともだち（テレビ朝日、2022年9月7日、14日、2023年1月11日〈川北〉、18日〈川北〉）
- アルコ&ピースのメガホン二郎（テレビ東京、2022年9月25日）
- イワクラと吉住の番組（テレビ朝日、2022年10月12日、19日） - ガクのみ
- ZEKKEI NETA CLUB ～北海道の大自然をステージに～（北海道文化放送、2022年12月29日、2023年9月10日）
- 日本で一番早いお笑いバトル！フットンダ王決定戦（中京テレビ、2023年1月1日、2024年1月1日、2025年1月1日）
- 芸人シンパイニュース（テレビ朝日、2023年1月2日、2024年1月3日、2025年1月2日）
- NEWニューヨーク（テレビ朝日、2023年1月18日）
- クイズプレゼンバラエティー Qさま!!（テレビ朝日、2023年1月30日） - ガクのみ
- さんまのお笑い向上委員会（フジテレビ、2023年2月18日、2月25日、3月4日、5月27日、6月3日、2024年6月8日、6月15日、6月22日、9月7日、9月14日、9月21日、2025年3月22日、4月15日）
- まんが未知（テレビ朝日、2023年3月9日、3月16日） - ガクのみ
- 霜降りバラエティX（テレビ朝日、2023年5月27日、6月3日、7月29日、8月5日、12月16日、12月23日、2024年3月16日、3月23日、5月18日、5月25日）
- 徳井義実のTHE GENTLE〜その気まずい瞬間、紳士に笑わせろ〜（関西テレビ、2023年9月3日） - 川北のみ
- 相方を売れ！ウリマンTV（読売テレビ、2023年10月7日）
- アメトーーク!（テレビ朝日、2024年11月27日〈川北〉、12月30日〈ガク〉）
- 叫叫男子〜金曜深夜のホラーゲーム〜（テレビ朝日、2024年12月14日、12月21日、2025年3月8日） - ガクのみ
- あのちゃんねる（テレビ朝日、2025年1月6日）
- 海外で髪を切るだけの番組（テレビ朝日、2025年3月5日） - 川北のみ
- ENGEIグランドスラム（フジテレビ、2025年3月8日）
- 今夜も生でさだまさしSP（NHK総合、2025年3月15日）
- あちこちオードリー（テレビ東京、2025年3月19日）
- ジャッジ12（テレビ東京、2025年3月22日） - ガクのみ
- 〜有名人が惚れた爆笑ネタ〜ホレネタ（日本テレビ、2025年4月1日）
- THE 世代感（テレビ朝日、2025年4月5日）
- かまいガチ（テレビ朝日、2025年4月30日）
- 錦鯉が行く!のりのり散歩（北海道テレビ、2025年5月10日、5月17日）
- 道産人間オズブラウン（札幌テレビ放送、2025年5月25日、6月1日）
- 太田上田（中京テレビ、2025年8月5日、8月12日）

#### ドラマ
- アイシー〜瞬間記憶捜査・柊班〜 第8話（2025年3月11日、フジテレビ） - ガクのみ

### ラジオ
現在のレギュラー番組
- 真空ジェシカのギガラジオ（YouTube・stand.fm、2017年7月10日 - ）- 肉体戦士ギガとのネットラジオ
- 真空ジェシカのラジオ父ちゃん（TBSラジオ）
  - マイナビ Laughter Night2019年グランドチャンピオン大会優勝記念特番。2019年12月15日深夜放送。
  - 2020年4月3日よりレギュラー化し、2021年3月でレギュラー放送が終了。
  - 2021年5月14日よりPodcastで復活し、同年5月11日にエピソード00が先行配信された。毎週土曜19:00に配信中。

過去のレギュラー番組
- 真空ジェシカのジンリキポッドキャスト（Podcast→YouTube、2012年5月7日 - 2013年2月14日、2015年2月19日、6月17日）

不定期出演
- マイナビ Laughter Night（TBSラジオ） 
  - 2017年1月28日・8月25日、2018年6月8日、2019年4月5日・6月14日・10月18日
  - 2018年6月・2019年10月に月間チャンピオンとなり、2019年の年間チャンピオンとなった。

- ちょいさき（FM NACK5、2021年12月12日、2022年2月6日、3月27日、12月4日） - 最多ゲスト出演

パーソナリティ担当
- ミューコミプラス（ニッポン放送、2019年8月8日） - 代理パーソナリティ
- 真空ジェシカとにぼしいわしのお笑いアナザーストーリー（MBSラジオ、2021年6月28日）
- TOKYO SPEAKEASY（TOKYO FM、2022年2月23日）
- 5限サボって、ネタ見せ（お笑いラジオアプリGERA、2022年5月21日） - 川北のみ
- M-1ラジオ～〇〇のチカラ～（ABCラジオ、2024年12月23日）

単発出演・ゲスト出演など
- オレたちゴチャ・まぜっ!（MBSラジオ、2014年5月10日）
- ほら!ここがオズワルドさんち!（TBSラジオ、2021年5月29日）
- ザ・ラジオショー（ニッポン放送、2022年1月5日、12月1日、2025年4月15日）
- 川島明のねごと（TBSラジオ、2022年4月3日）
- ヤーレンズのダダダ団!（ABCラジオ、2025年1月20日）
- こねくと（TBSラジオ、2025年4月24日）
- こたけ正義感の聞けば無罪（ABCラジオ、2025年1月20日）
- 川島明 そもそもの話（TOKYO FM、2025年5月3日） - ガクのみ
- あののオールナイトニッポン0(ZERO)（ニッポン放送、2025年5月6日） - ガクのみ

### ネット配信
不定期出演
- スピードワゴンの月曜 The NIGHT（ABEMA、2021年9月21日〈川北〉、12月21日、2022年3月15日、4月12日〈川北〉、5月17日、9月6日、10月4日〈川北〉、12月13日、20日〈川北〉）

特別番組（MCまたはメインキャスト）
- Abema杯 第1回フリップ芸-1グランプリ（ABEMA、2017年7月8日） - 川北のみ、ファイナリスト
- 怪奇!ミステリーサークルサークル（テレビ東京公式YouTubeほか、2022年3月4日） - メインキャスト

単発出演・ゲスト出演など
- R藤本のユーモアチャンネル（ニコニコ生放送） - 川北のみ
- 矢作と山崎と（FOD、2018年12月28日、2022年3月30日）
- ヒロミ・指原の“恋のお世話始めました”（ABEMA、2022年2月17日） - ガクのみ
- 佐久間宣行のNOBROCK TV（YouTube、2022年3月5日、4月30日〈ガク〉、8月6日、10月9日〈ガク〉）
- チャンスの時間（ABEMA、2022年3月6日、7月3日〈川北〉、11月27日〈川北〉、2023年2月26日〈川北〉、2024年3月13日、7月24日）
- かまいちょぱ（GYAO!、2022年3月23日）
- ニューヨークジャック（Twitter、2022年5月5日）
- ぜにいたち（ABEMA、2022年8月22日、29日、10月24日）
- 内村さまぁ〜ず（Amazon Prime Video、2022年10月27日）
- 名アシスト有吉（Netflix、2023年3月14日）
- 横道ドラゴン（DMM TV、2023年8月11日）
- インシデンツ2（DMM TV、2024年1月19日） - ガクのみ

### CM
- 日清カップヌードル「壁ドン」編（2014年、日清食品）[83] - ガクのみ
- クーナッツ「クーナッツ漫才大賞 supported by 食玩ジャパン」真空ジェシカ編（2020年、バンダイ×BEAMS JAPAN）[84]
- JINS「JINS 2022 Spring & Summer Fashion Collection」モデル（2022年、JINS）[85]
- 日清焼そばU.F.O.「U.F.O.レッドロック 篇 実写版」（2023年、日清食品）[86]
- SoftBank Air「ソフトバンクタウン 引っ越したら」篇（2024年、SoftBank） - ガクのみ
- アクロボール「真空ジェシカの大喜利100問ノック」（2024年、PILOT）[87]
- ソフトバンク『神ジューデンガール』編（2024年7月12日 - ）- 川北のみ[88]

### 映画
- まーごめ180キロ（2023年5月19日劇場公開）[89]
- 劇場版ほんとうにあった怖い話〜ゾクッ事故物件芸人〜 第1幕（2025年8月1日公開予定） - 主演・新山岳人 役（ガク）[90]

### 舞台・ライブ
- バカ爆走!（事務所ライブ、新宿Fu-）
- Spark!（事務所ライブ）
- どっきん!（事務所ライブ、新宿バティオス）
- ルミナ（事務所ライブ、2024年5月 - 、シアターマーキュリー新宿）
- でかぷっしゅ!!（新ネタライブ）
- 人力舎×マセキ Presents 映画ネタ-1グランプリ（2016年9月、東京都台東区）
- プロダクション人力舎ライブ・Spark!「真空ジェシカがライブを4本やるうさぎ」（2016年9月17日、新宿バティオス）
- 浅井企画×人力舎×マセキ Presents 映画ネタ-1グランプリ（2017年9月、東京都台東区）
- プロダクション人力舎ライブ・どっきん!【2部】「漫ノ者」（2019年4月19日）
- 真空ジェシカのギガラジオ1000回突破記念！大祝賀パーティーライブ「殺伐」（2019年6月7日、新宿ネイキッドロフト）[91]
- プロダクション人力舎ライブ・どっきん!【3部】「ドクターベーション」（2019年7月14日）
- プロダクション人力舎ライブ・どっきん!【2部】「モンキー・M・マンザイ」（2020年2月21日）
- プロダクション人力舎ライブ・どっきん!【2部】「ミセマス」（2020年9月29日）
- プロダクション人力舎ライブ・どっきん!【3部】「真空ジェシカvs現役東大生0人」（2021年4月17日）
- 真空ジェシカ寄席「寄席崎心中」
  - 2021年2月20日、新宿バティオス[92]
  - 2022年4月27日、座・高円寺2[93]
  - 2023年3月23日、北沢タウンホール[94]
  - 2023年10月10日、座・高円寺2[95]
  - 2024年10月28日、座・高円寺2[96]
- 真空ジェシカ×ママタルト ツーマンライブ「まーちゃん製造ミルク」（2021年9月27日、座・高円寺2）
- 真空ジェシカ×竹内ズ ツーマンライブ「プイプイゆういちカー」（2022年4月28日、座・高円寺2）[93]
- ザ・マミィ×吉住×真空ジェシカ 福山お笑いライブ（2022年8月11日、広島県民文化センターふくやま）[97]
- もてあそばれる21組のネタライブ「審査委員長は真空ジェシカ」（2022年8月25日、渋谷区文化総合センター大和田 さくらホール）[98]
  - もてあそばれる24組のネタライブ「審査委員長は真空ジェシカ2」（2023年9月14日、渋谷区文化総合センター大和田 さくらホール）[99]
- 真空ジェシカ×吉住 ツーマンライブ「GATSUMORI」（2022年9月8日、座・高円寺2）[100]
- 「ななまんざい」（2023年1月9日、紀伊國屋サザンシアター） - 吉本興業所属・ななまがり主催ライブのゲスト[101][102]
- カワマタカケル（2023年6月26日、座・高円寺2） - ガクのみ[103]
- 真空ジェシカ川北とぼく脳の『きたろう』 - 川北のみ
  - 2023年10月31日、座・高円寺2[104]
  - 2024年9月9日、座・高円寺2[105]
- 真空ジェシカの冠位大喜利presents べひろし（2023年11月15日、シアターマーキュリー新宿）[106]
- ランキング男『教える』（2024年9月9日、座・高円寺2） - 川北のみ[105]
- 人力舎『秋の大喜利大運動会！』～真空ジェシカ ガク軍 vs 永田敬介軍～（2024年10月29日、座・高円寺2） - ガクのみ[96]
- 千原ジュニアの座王in日本武道館（2025年3月13日、日本武道館） - ガクのみ
- 真空ジェシカ VS イルカ in 新江ノ島水族館（2025年9月23日〈予定〉、新江ノ島水族館）[107]

## 単独公演など
- 第1回単独ライブ「犬の整形の立会い」（2018年6月29日・30日、中目黒キンケロ・シアター）[108]
- 真空ジェシカライブ「言うとしたら僕。死ぬのはキミ。」（2022年3月18日、新宿バティオス）[109]
- 真空ジェシカ漫才ライブ「セロ弾きのポーズ」（2022年6月23日、座・高円寺2）[110]
- 真空ジェシカ漫才ライブ「二人同時漫才」（2023年3月24日、北沢タウンホール）[94]
- 真空ジェシカ漫才ライブ「全身漫才」（2023年6月26日、座・高円寺2）[103]
- 真空ジェシカ漫才ライブ「喫漫」～漫才を喫して下さい～（2023年10月11日、座・高円寺2）[95]
- 真空ジェシカ漫才ライブ「漫才セット」（2024年10月29日、座・高円寺2）[96]
- 真空ジェシカ漫才コントツアー『全国の中にある』[111]
2025年8月11日：北海道・共済ホール（ゲスト：金属バット）
2025年8月31日：石川・石川県文教会館（ゲスト：ななまがり）
2025年9月5日：宮城・仙台銀行ホール イズミティ21 小ホール（ゲスト：キュウ）
2025年10月12日：静岡・富士ロゼシアター 中ホール

## 文筆
連載
- 脳まで亀頭にならないように（ワニマガジン社『COMIC快楽天』、2020年6月号 - ）[112][113] - ガクによる成人向け漫画に関するコラム連載
- 真空ジェシカの大喜利品評会→真空ジェシカの冠位大喜利（QJWeb、2021年5月6日 - 2023年12月19日）[114][115] - 大喜利のお題に対する読者の回答を募集し、紹介・品評する連載
- 真空ジェシカ ガクの「岳漫読」→真空ジェシカ ガクの「ガクマンドク」（ホンシェルジュ、2022年6月20日 - 11月19日）[116] - ガクによる自分の人生に影響を与えた漫画を紹介するコラム連載
- 真空ジェシカ ガクの文字しぼり（だいわlog、2023年10月19日 - 2024年3月6日）[117]
- 饅頭以外ぜんぶこわい（『小説新潮』2025年3月号 - ） - ビビリをテーマに展開するガクのエッセイ連載

漫画
- 絶望戦線（『comipo comics』2025年4月14日 - ） - 川北（原案）、高田屋トヲルと共著